# Mattanur
Mattanur (ou Mattannur) est une ville et une municipalité située dans l'état du Kerala en Inde.
Sa population était de 47 078 habitants en 2011. La municipalité a été établie en 1990.
La ville se trouve à environ 5 km de l'Aéroport de Cannanore.